# Ренч, Герман
Герман Ренч (нем. Hermann Rentzsch; 27 мая 1913, Шмидеберг — 12 апреля 1978) — военный деятель ГДР, в 1956—1957 годах командующий 5-м военным округом, генерал-майор.

## Биография
Из семьи токаря. После окончания начальной школы работал столяром. В 1927—1933 годах состоял членом Социалистической рабочей молодёжи (Sozialistische Arbeiterjugend). В 1934 году вступил в вермахт. Служил в подразделениях реактивной артиллерии. К началу Второй мировой войны имел звание вахмистра. В 1940 году стал лейтенантом, а в 1942 году — обер-лейтенантом. В 1943 году попал в советский плен. Находясь в плену примкнул к антифашистскому движению. В июле 1943 года стал членом Национального комитета «Свободная Германия». В 1944—1945 годах в качестве уполномоченного НКСГ находился на советско-германском фронте, занимался агитационной работой. По воспоминаниям маршала И. Х. Баграмяна, деятельность Ренча и возглавляемых им немецких антифашистов сыграла важную роль в организации операции по освобождению Кёнигсберга от немецко-фашистских войск.
В 1945 году стал членом КПГ. В 1945—1947 годах работал в должности бургомистром Штольберга на территории Советской оккупационной зоны. После слияния КПГ и СДПГ в одну партию — СЕПГ, Ренч стал соответственно её членом. В 1947—1948 годах был ландратом (председателем окружного совета) округа Штольберг (Рудные горы). 26 июля 1948 году вступил в ряды Народной полиции. В 1948—1949 годах в чине шеф-инспектора возглавлял главный отдел пограничных дежурных частей в Германском управлении внутренних дел (Hauptabteilungsleiter Grenze/Bereitschaften in der Deutschen Verwaltung des Inneren). В 1949—1950 годах был командирован в Советский Союз на учёбу на специальных военных курсах. После возвращения в ГДР до 1952 года командовал дежурной частью города Франкенберг. 1 октября 1952 года получил звание генерал-майора. С 15 сентября 1953 года по 29 февраля 1956 года возглавлял территориальное управление КНП «Север» (Territoriale Verwaltung (TV) Nord). 1 марта 1956 года на базе КНП была официально создана Национальная народная армия ГДР. В этот же день территориальное управление «Север» было переименовано в 5-й военный округ, который соответственно возглавил Ренч. С 1 января 1958 года по 30 сентября 1959 года занимал пост начальника по боевой подготовке при министерстве национальной обороны. 31 октября 1959 году в ходе кампании по увольнению бывших офицеров вермахта, начавшейся в ННА ещё в 1956 году, Ренч был переведён в резерв. В 1959—1961 годах он работал генеральным директором государственного предприятия «УНИМАК» (VEB UNIMAK). В 1961—1965 годах был заместителем председателя Совета народного хозяйства ГДР (Volkswirtschaftsrat der DDR). В 1966—1967 годах был заместителем министра тяжёлого машиностроения и капитального строительства (stellvertretender Minister für Schwermaschinen- und Anlagenbau). В 1967—1972 годах возглавлял Управление оборонной экономики 1-го главного управления при председателе Совета министров ГДР (Leiter der Verwaltung für Verteidigungswirtschaft der Hauptverwaltung I beim Vorsitzenden des Ministerrates). В 1972—1976 годах был заместителем начальника по технике и вооружениям при министерстве национальной обороны.

## Воинские звания
- Генерал-майор — 1 октября 1952 года.

## Избранные награды
- 1963 г., Орден Знамени Труда
- 1973 г., Орден «За заслуги перед Отечеством» (ГДР) — золото
- 1976 г., Орден Шарнхорста
- Боевой орден «За заслуги перед народом и Отечеством» — серебрo